# Robert Sjursen
Robert Emanuel Sjursen (Bergen, 8 maart 1891 - Bergen, 21 juli 1965) was een Noors turner.
Sjursen won tijdens de Olympische Zomerspelen 1912 met de Noorse ploeg de gouden medaille in de landenwedstrijd vrij systeem.

## Olympische Zomerspelen
| Jaar | Plaats    | Resultaten        |
| ---- | --------- | ----------------- |
| 1912 | Stockholm | team vrij systeem |